# Hang Chú
Hang Chú là một xã thuộc huyện Bắc Yên, tỉnh Sơn La, Việt Nam.
Xã Hang Chú có diện tích 137,04 km², dân số năm 1999 là 2292 người, mật độ dân số đạt 17 người/km².